# Nessuna pietà
Nessuna pietà (No Mercy) è un film del 1986 diretto da Richard Pearce, con Richard Gere e Kim Basinger.

## Trama
Nei bassifondi di Chicago, i poliziotti Eddie e Joe, fingendosi killer, approcciano un tale che è scappato da New Orleans con una bella donna al seguito, Michel, e propone loro di uccidere un delinquente violento e sadico della sua città, tale Losado. Ma durante le trattative arriva la banda di Losado, che cerca di uccidere Eddie, il quale riesce a fuggire, mentre il mandante resta ucciso nello scoppio dell'auto, centrata da un lanciarazzi RPG-7, un'arma da guerra. Nel frattempo la bionda Michel, tornata in albergo accompagnata da Joe, ad aspettare la fine della trattativa, viene rintracciata dal commando, che l'aveva tenuta d'occhio con un palo.
Arriva Losado in persona, un tipo imponente, con la faccia spietata, caratterizzato dai capelli raccolti in un codino e da una funerea giacca nera lunga. Si riprende Michel e uccide Joe, sventrandolo con un coltello da macellaio. Scoperta la barbara esecuzione del suo collega, Eddie arriva a New Orleans in cerca di vendetta, e rapisce Michel mentre sta ballando in un locale, perché, presente al delitto, è una preziosa testimone. I due scappano, dopo che lui l'ha ammanettata, e inseguiti dalla gang si rifugiano in una palude. È l'inizio di un viaggio in cui loro due, tenuti insieme dalle manette perché Eddie ha perso le chiavi in acqua, sono costretti a rapportarsi tra di loro.
Lei cerca di fargli capire le difficoltà della sua vita, in cui è cresciuta bella ma tra molte privazioni, tanto che non sa nemmeno leggere, e gli rivela di non essere una prostituta ma l'amante di Losado. Lui è convinto di poter agire come se fosse a Chicago ed è pieno di rabbia per la fine orrenda del suo collega. Un poco per volta è però costretto a cambiare idea sui suoi concetti di giusto e sbagliato, confrontandosi con la "gente della palude" che parla praticamente solo francese (cajun), e con i poliziotti locali con cui non c'è possibilità d'intesa.
Passata la notte in un alberghetto, dove i due fanno all'amore, poco dopo arriva Losado, che pazzo di rabbia sgozza senza battere ciglio uno dei suoi, colpevole di avere mancato Eddie a suo tempo. Scoppia un conflitto a fuoco tra Eddie e la banda, che degenera in un incendio e, tra le fiamme, Eddie riesce finalmente ad uccidere Losado con il suo stesso coltello, poi gli infila il distintivo di Joe nel taschino, a significare di aver pagato così il debito verso la memoria del suo amico. Michel e Eddie se ne vanno via liberi insieme, approfittando del trambusto provocato dal giungere dei mezzi di soccorso sul luogo dell'albergo incendiato.

## Accoglienza
All'epoca Richard Gere e Kim Basinger erano entrambi sex symbol cinematografici sulla cresta dell'onda, e la loro recitazione impegnata facilitò di molto il successo del film, non meno dell'intrigante ambientazione nelle paludi e i bassifondi della Louisiana. Nonostante questo però, il film ha ricevuto recensioni negative da parte della critica. Il film guadagnò in totale $12,303,904 al botteghino.

## Distribuzione
Il film, distribuito dalla TriStar Pictures, è stato distribuito nelle sale statunitensi a partire dal 19 dicembre del 1986.